# Đại chiến Bách Đoàn
Bách Đoàn đại chiến (百團大戰, 20 tháng tám - 5 tháng 12 năm 1940) là chiến dịch lớn do quân đội của Đảng Cộng sản Trung Quốc và Quốc dân Cách mệnh quân dưới sự chỉ huy của Bành Đức Hoài tiến hành chống lại Lục quân Đế quốc Nhật Bản cùng các lực lượng quân sự của các chính quyền thân Nhật Bản ở Hoa Bắc. Chiến dịch đã trở thành tâm điểm tuyên truyền về thành tích của Đảng Cộng sản Trung Quốc trong thời kỳ chống Nhật, nhưng sau này thì lại được dùng để phê phán Bành Đức Hoài trong Văn Cách.